# Narbo Martius
Narbo Martius est une ville romaine fondée à la fin du IIe siècle av. J.-C., devenue la ville de Narbonne.
Première capitale des Gaules avant Lugdunum, elle est construite sur un carrefour commercial vers l'Hispanie, l'Aquitaine, la Gaule, Rome et la Méditerranée par la via Domitia, l'Aude, la Garonne et les ports antiques de Narbonne. Elle est d'aspect fastueux, notamment par les dimensions de son Capitole sans équivalent en Gaule, démontrant la puissance des colons. La ville porte le titre de « fille de Rome ».

## Toponymie
Le nom Narbo Martius est formé vraisemblablement à partir du toponyme celte ou ibère Narbo signifiant « habitation proche de l'eau » (apparenté à la racine basque *narb-) et le nom du dieu romain de la guerre, Mars protecteur de la nouvelle cité.

## Histoire

### Avant la conquête romaine, les Élisyques
Avant cette période, Narbonne était un comptoir commercial rattaché à l’oppidum de Montlaurès (à quatre kilomètres au nord de la ville actuelle), la capitale des Élisyques, un peuple autochtone installé de longue date et celtisé un peu avant la conquête romaine.
La conquête romaine du sud de la Gaule par Cnaeus Domitius Ahenobarbus, fut justifiée par la nécessité de défendre les alliés grecs de Massilia, menacés par des incursions des tribus celto-ligures de l'arrière-pays provençal. Après avoir repoussé les raids des celto-ligures sur la côte et les environs de Marseille, les Romains battirent dans la région de Nimes une armée gauloise venue du pays arverne.

### Une position géographique avantageuse
Le site fut choisi pour sa situation sur une lagune protégée par des îles à l'embouchure de l'Aude, situation qui permit de construire les ports antiques de Narbonne de la ville et qui devint le second port de Méditerranée occidentale après Rome,.
La zone aujourd'hui lagunaire était alors une zone de mer protégée par un chapelet d'îles : La Clape, Saint-Martin et sainte Lucie et Leucate plus au sud. La ville incluait Gruissan où se situait l’amphithéâtre et un avant-port, ainsi que La Nautique qui abritait une partie importante des activités portuaires. L'ensemble formait les ports antiques de Narbonne, considéré comme le deuxième port de l’Empire romain en Méditerranée nord-occidentale après Ostie, le port de Rome.

### Fondation d'une colonie romaine
Les Romains fondèrent, en -118, une colonie romaine du nom de Colonia Narbo Martius. Elle était située sur la via Domitia, la première route romaine en Gaule, qui permettait de relier l'Italie et l'Espagne.
En -45, Jules César procéda à une seconde deuxième déduction (refondation) de la colonie et installa à Narbonne les vétérans de la Xe légion. En -27, Auguste rendit visite à la ville, et, en -22, il en fit la capitale de la province romaine de la Gaule narbonnaise. Elle fut jusqu'à la fin de l'Antiquité romaine l'une des villes les plus importantes de la Gaule ; Strabon dit même qu'elle était la première.
En -27, l'empereur Auguste séjourna à Narbonne et réorganisa l'administration de la colonie, renommée Colonia Julia Paterna Narbo Martius et en -22 obtint le statut sénatorial.
Entre 41 et 54 : sous le règne de Claude, la colonie ajouta à ses noms celui de l'empereur, devenant Colonia Claudia Julia Paterna Narbo Martius.
Durant les deux premiers siècles de l'ère chrétienne, sa superficie avoisinait 100 hectares, ce qui a amené à estimer sa population aux alentours de 35 000 habitants.
Après sa destruction en 145 par un incendie accidentel, Antonin le Pieux fit reconstruire Narbonne en 160 et étendit le réseau routier de la Narbonnaise. L'itinéraire de l'Anonyme de Bordeaux passe dans la région et mentionne ce site.

### Conquête par les Wisigoths
La ville déclina au cours de l'Antiquité tardive. L'enceinte, qui date probablement de la fin du IIIe siècle, ne délimitait plus que 16 ha.
En 413, l'empereur romain usurpateur Jovin, capturé à Valence par Athaulf, roi des Wisigoths et envoyé à Narbonne, est mis à mort dans cette cité sur l'ordre de Dardanus, le préfet du prétoire des Gaules demeuré fidèle à Honorius, avec de nombreux autres nobles captifs.
En août-septembre 413, le roi des Wisigoths, Athaulf, fit son entrée dans la ville, où, vêtu comme un général romain, il célébra son mariage avec Galla Placidia, le 1er janvier 414. Après avoir fondé le royaume de Toulouse en 418, les Wisigoths n'eurent de cesse de mettre la main sur Narbonne. Ils assiégèrent en vain la ville en 435-436. Ils arrivèrent à leurs fins en 462, lorsque le général romain Agrippinus leur céda Narbonne en échange de leur aide. À cette époque, la cité faisait encore bonne figure : en 464, Sidoine Apollinaire, de passage, en fit une description dithyrambique.
En 462, le comte romain Agrippinus (en) livre Narbonne sans combat à Théodoric II, roi des Wisigoths, au témoignage de l'évêque Hydace.

## Monuments publics

### Capitole
La ville avait un plan de colonie romaine classique organisée autour du cardo maximus, la via Domitiana, orientée Nord-Sud, et occupée aujourd'hui par le rue droite. Celle-ci était rejointe à angle droit par plusieurs decumanus qui donnaient à la colonie une structure en damier. La voie Domitienne, au nord, traversait sur le Capitole formée d'une large enceinte péribole enserrant le Forum et desservant un temple monumental dédié à Jupiter, Minerve et Junon entièrement réalisé en marbre de Carrare. Des éléments de colonnes destinées à ce temple ont été retrouvés en 1957 dans une épave au large de Saint-Tropez.
Les soubassements de ces structures ont été retrouvés au cours de diverses fouilles réalisées depuis le XIXe siècle sous la zone des moulinasses : les actuelles places Bistan, avenue Foch et le collège attenant. Par ailleurs, cette zone est connue par la tradition narbonnaise comme « quartier du capitole ». Ces fouilles mettent au jour les colonnades de l'enceinte péribole et du temple. Les dimensions intérieurs du péribole mesurent 72 × 118 m, ses dimensions externes sont de 87 × 125 m. L'assise du temple mesure 48 × 36 m. Le podium était élevé de 3 m, sur lequel des colonnes en fûts de 0,9 m de diamètre s'élevaient à 18 m, auxquels s'ajoutent une corniche et la toiture ce qui donnait une hauteur intérieure de 21 m et une hauteur extérieure de 36 m. Les dimensions de cet ensemble, réalisé en marbre, en font le deuxième capitole en taille par ses dimensions, après Rome, ce qui atteste l'importance de la ville

### Ponts

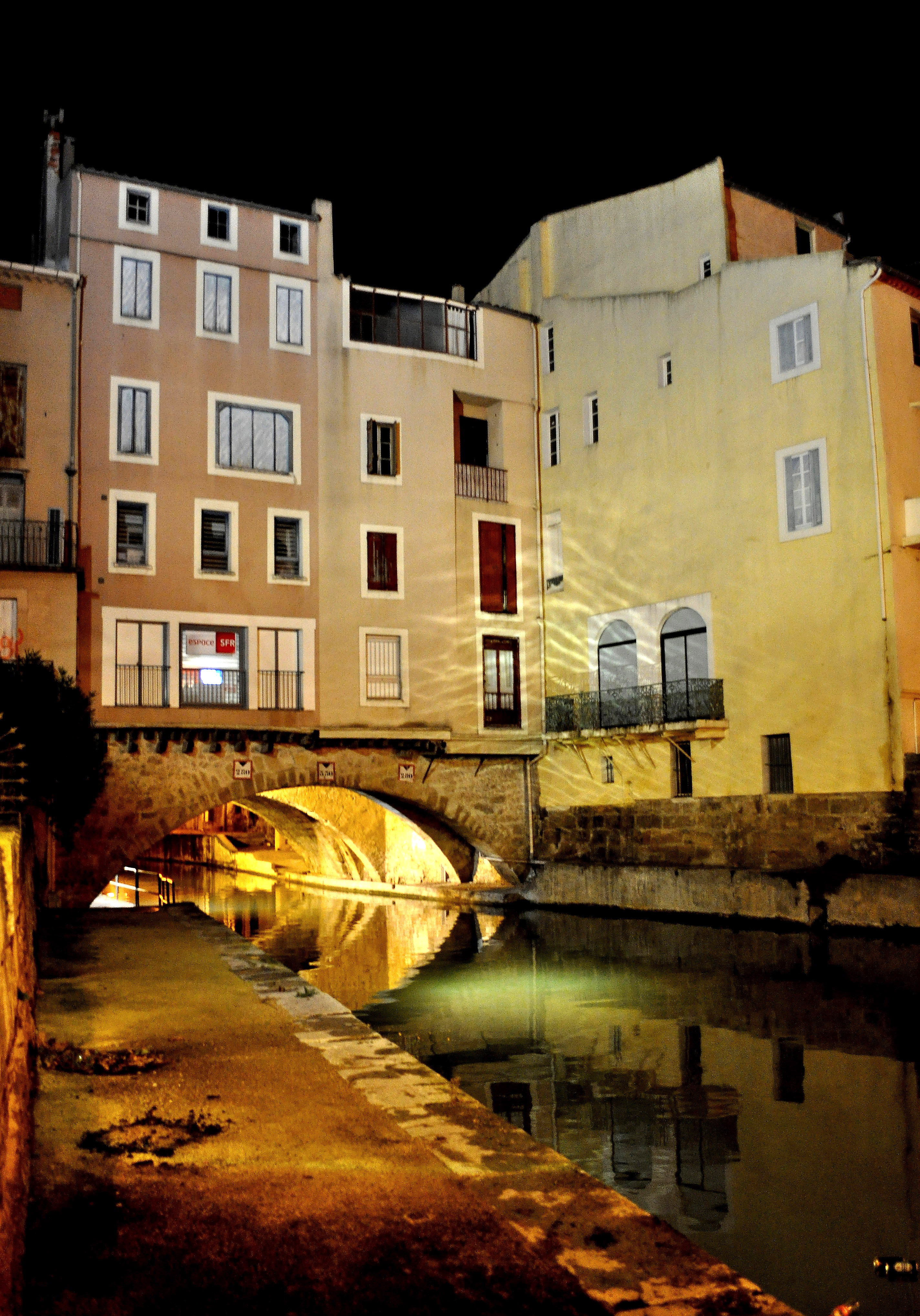
Pont des Marchands

L'Atax était enjambée par la via Domitiana sur un pont romain de 6 ou 7 arches. Seule l'arche centrale, au-dessus de la Robine est encore visible qui constitue le pont des Marchands, les autres arches ont été remblayées au XVIIIe siècle avec l'établissement du canal de la Robine.

### Amphithéâtre
La rue Deschamps suit l'enceinte de l'antique amphithéâtre qui avait une longueur de 120 m, le situant dans la moyenne haute des amphithéâtres. Les arènes de Narbo Martius ont aujourd'hui disparu. Elles pouvaient à l'époque romaine contenir 25 000 spectateurs.

### Thermes
Les vestiges de deux établissements de thermes ont été mis au jour au Clos de la Lombarde.

### Ensemble portuaire

Ports de Narbonne au musée Narbo Via
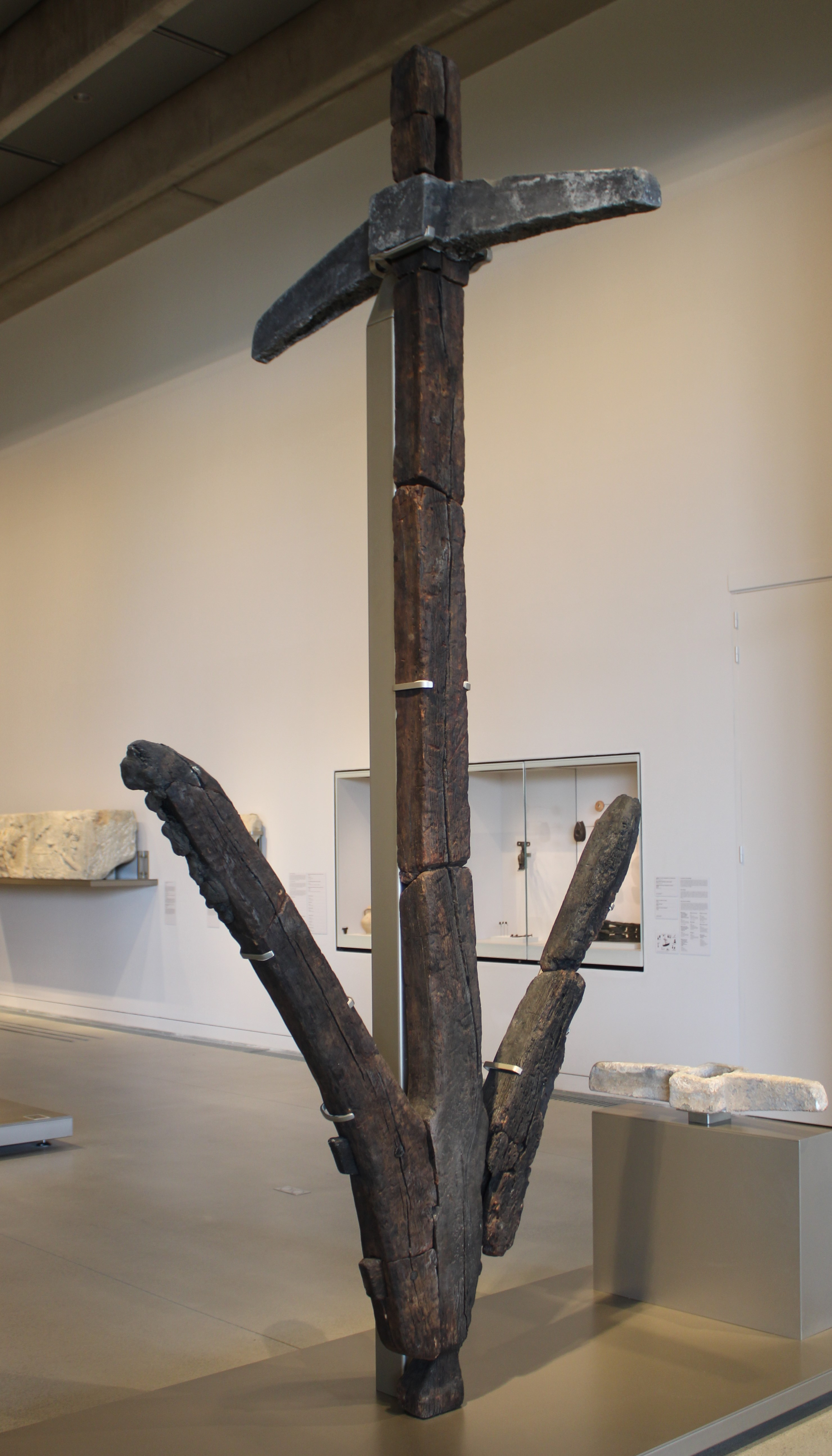
Ancre marine inscrite, en bois et plomb, Ier siècle. 3,65 m, 366 kg.
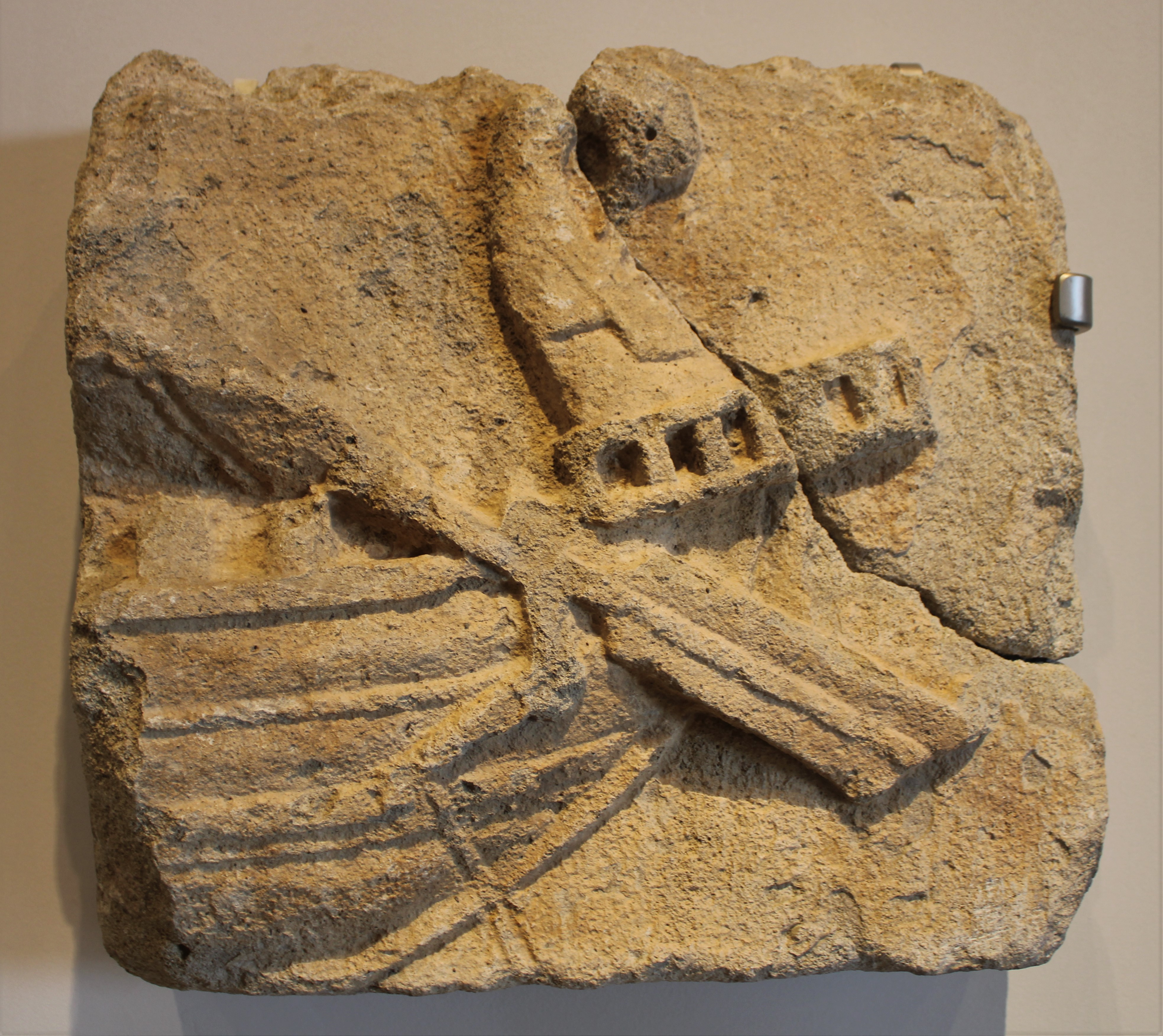
Bas-relief représentant une poupe de navire.
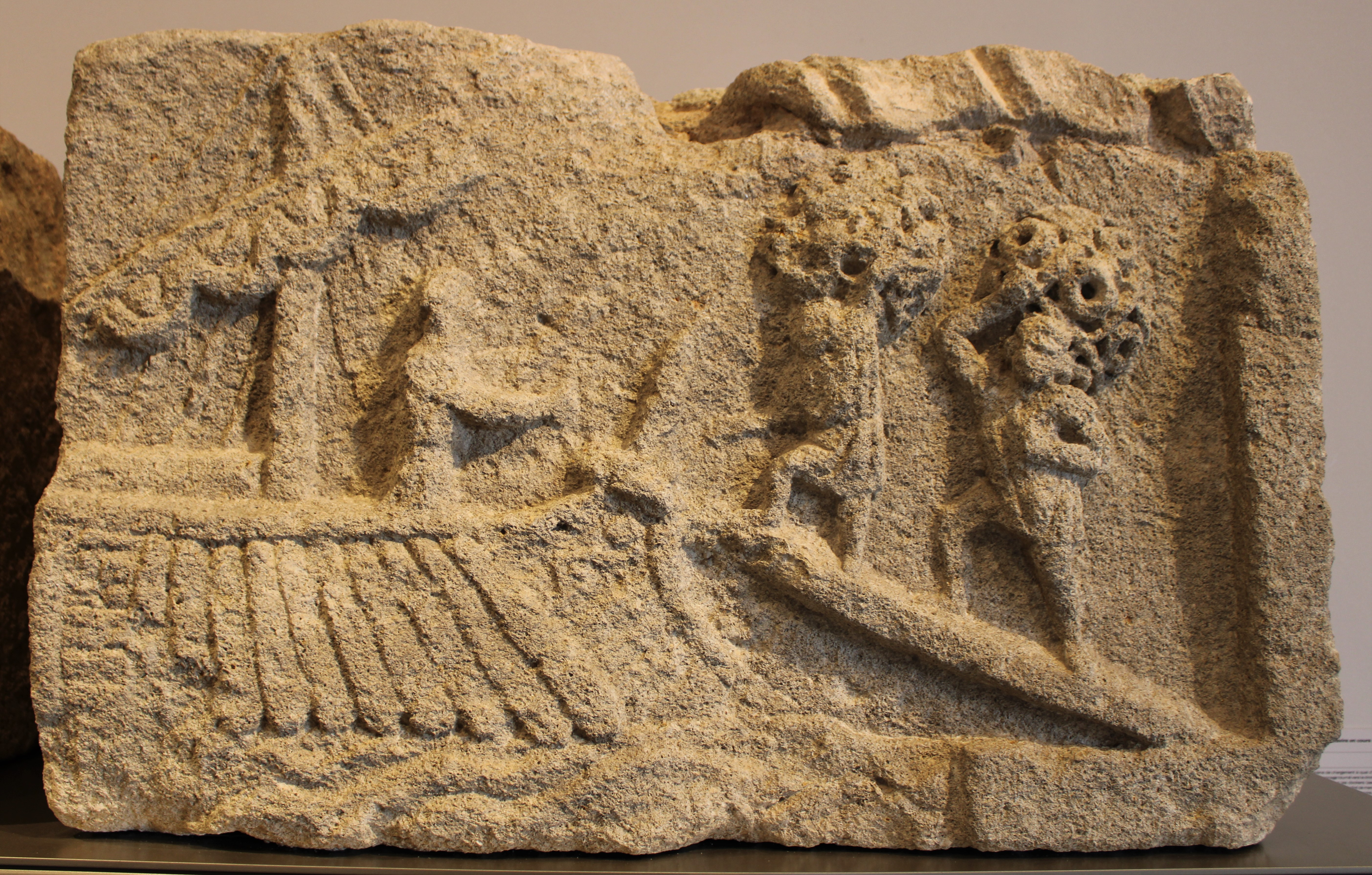
Bas-relief représentant un navire de commerce en cours de chargement.
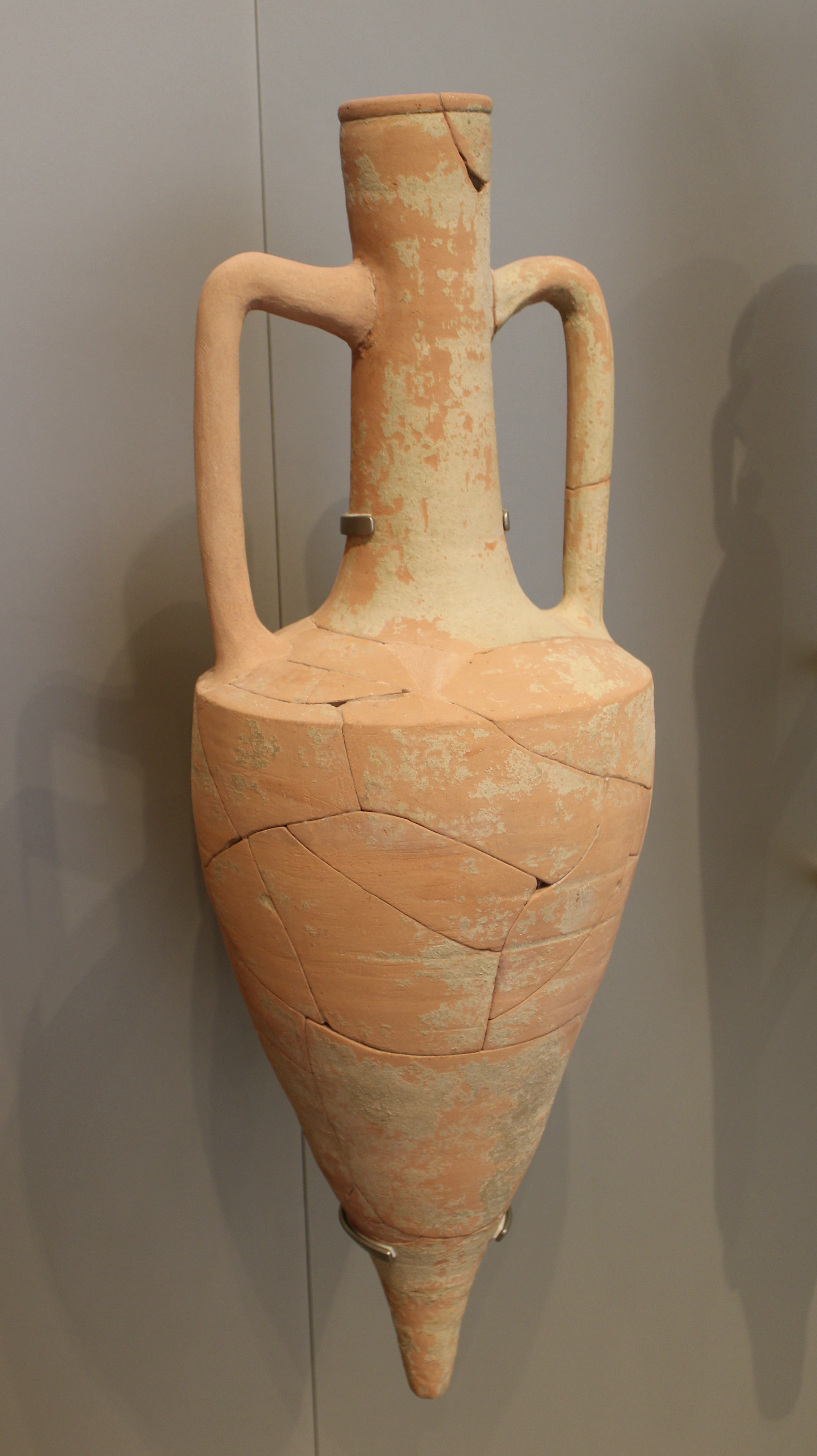
Amphore à vin provenant de Chios, fin Ier siècle av. J.-C.-début Ier siècle

### Nécropoles
Le cimetière païen et paléochrétien de Saint-Loup a été classé monument historique le 8 février 1949.

Category:Cimetière païen et paléochrétien de Saint-Loup
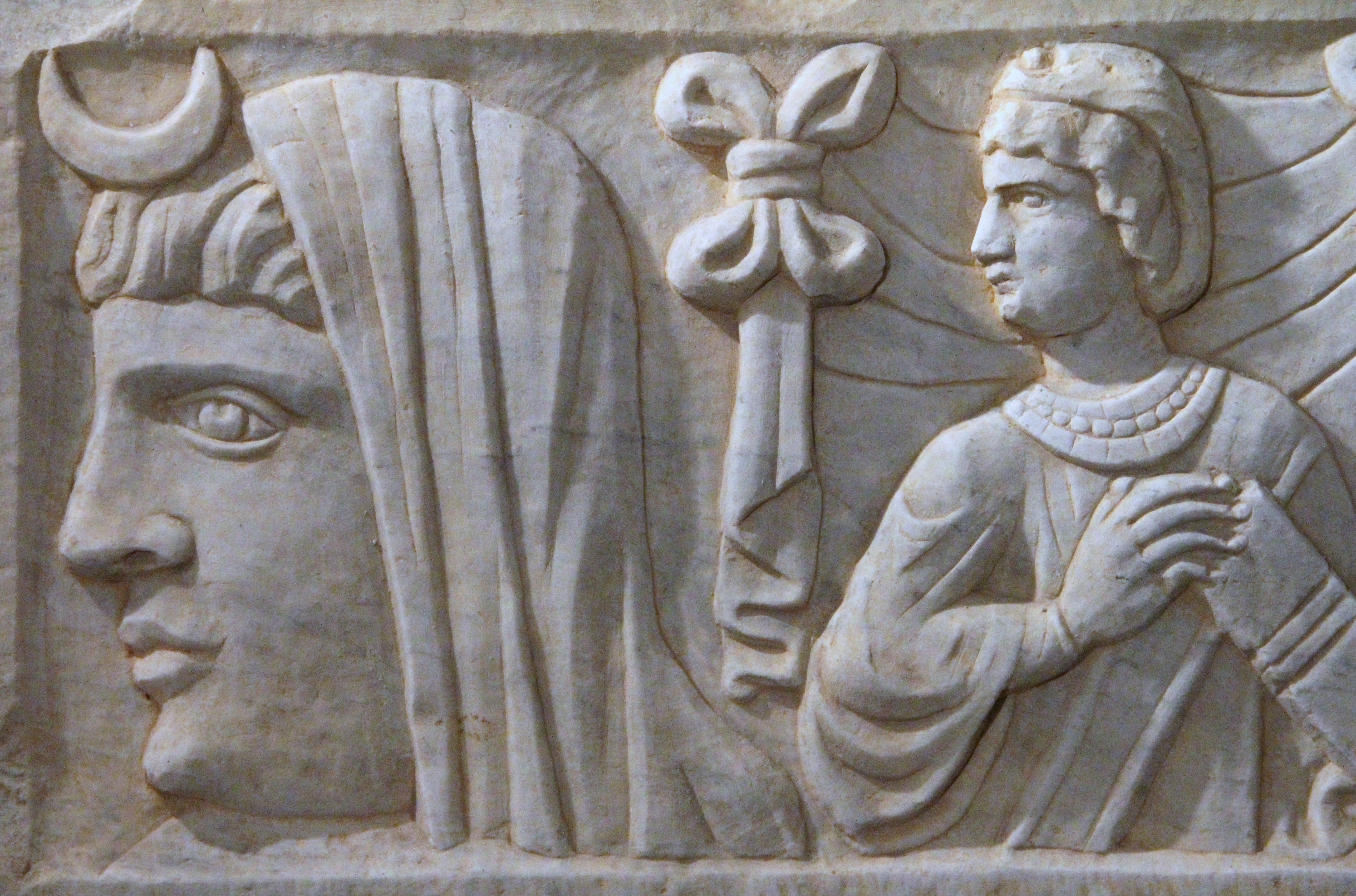
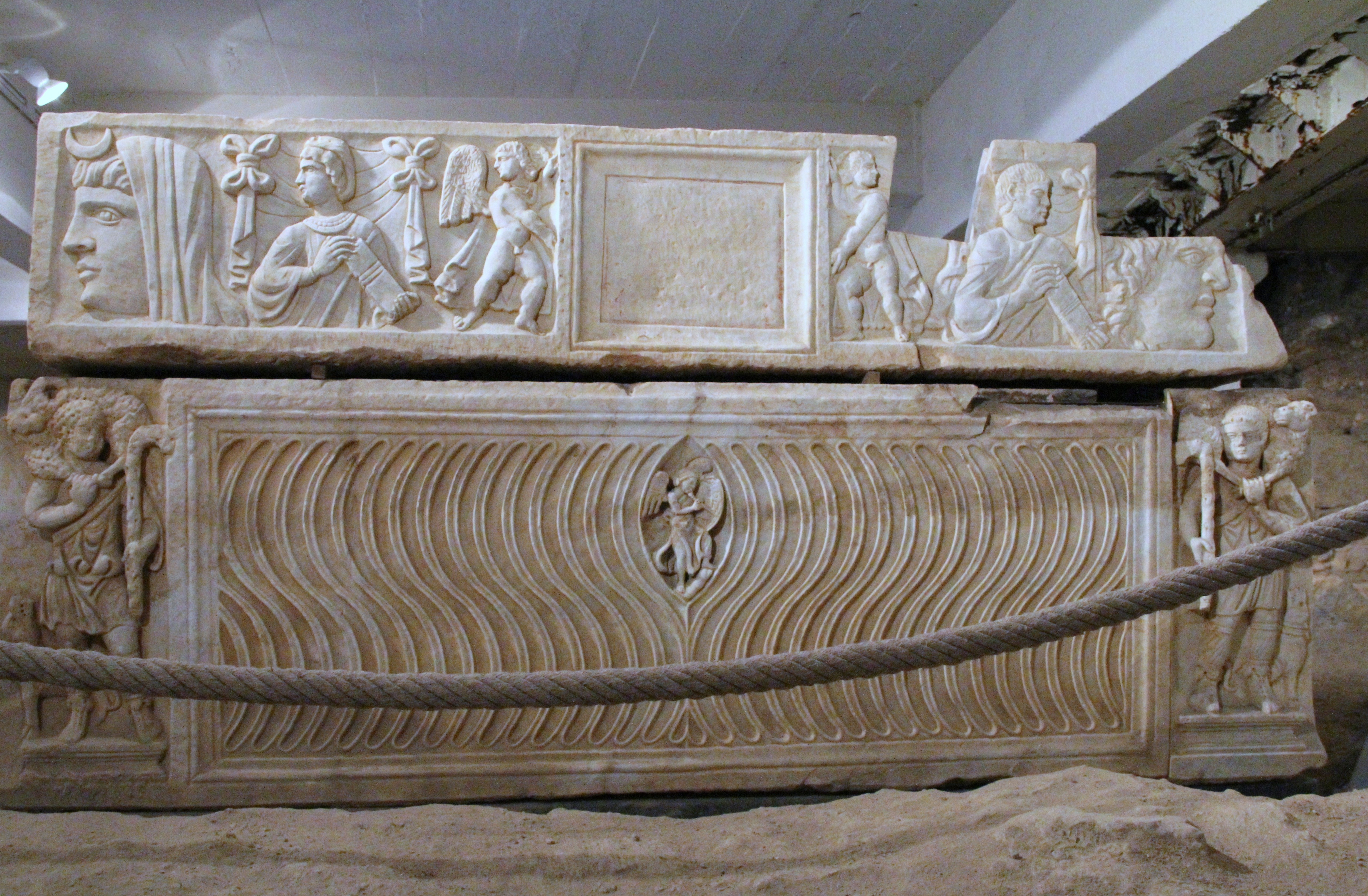

Le long du canal de la Robine, ancien lit de l'Aude à l'époque romaine reliant Narbo Martius à la Méditerranée, au lieu-dit « Le Clos de la Lombarde » a été mis au jour une vaste nécropole des Ier et IIe siècles. 

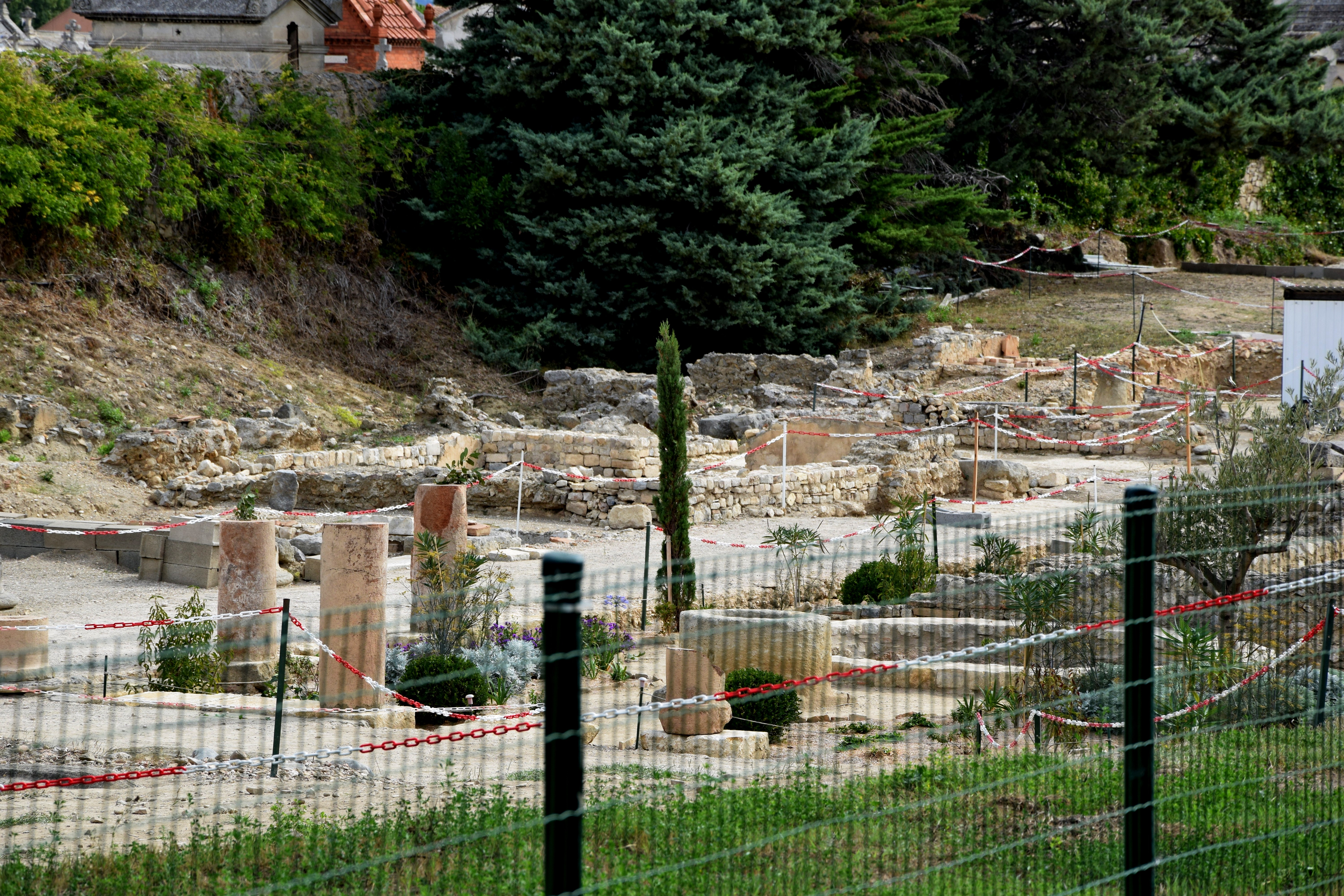
Vestiges archéologiques du Clos de la Lombarde.

Plus de 1 500 sépultures s'étagent sur trois niveaux d'occupation sur 2 000 m2. Il s'agit de vases ossuaires contenant les cendres de défunts dans un vase entouré de quatre cruches de céramiques contenant des offrandes : lampes à huile, fioles à parfum et parfois des conduits à libation confectionnés avec des amphores réemployées. Il s'agit un mode d'inhumation typiquement romain. Dans cette nécropole, ont également mises au jour environ 15 % de sépultures en cercueil.

## Mode de vie

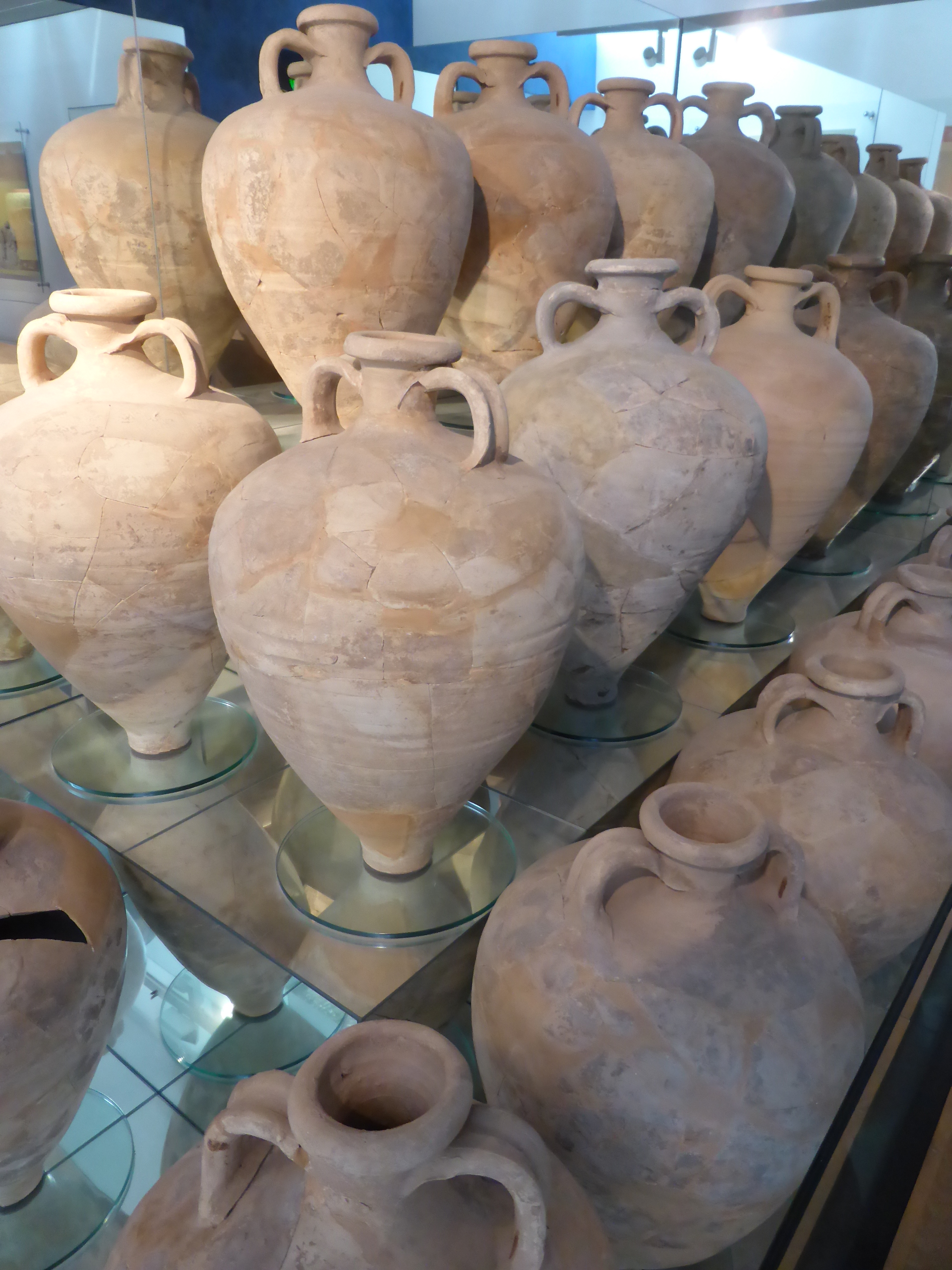
Amphores gauloises, à vocation commerciale produites sur le site d'Amphoralis (Atelier de poterie antique de Sallèles-d'Aude).

Narbo Martius semble avoir joui d'une haute réputation. Elle est qualifiée par le poète Martial de « pulcherrima » (« très belle »). Elle vit du commerce maritime comptant un grand nombre d'armateurs. « C'était la ville aux armateurs innombrables, quiconque avait un peu d'audace et de crédit risquait sa fortune sur un navire, jamais Narbonne n'a vu tant de matelots errant dans ses rues, tant de vaisseaux sculptés sur ses tombes, elle connaît également l'activité industrielle. Il s'y établit des fabricants de toutes sortes. Il y eut des huileries, ses charcuteries, ses quincailleries, ses magasins d'orfèvre, ses manufactures de draps, ses ateliers de teinture, ses dépôts de droguerie, ses stocks de plâtres, ses fabriques de meubles et de bronze. » Ajoutant que, en Gaule, Narbonne est la plus « marchande, pittoresque, plébéienne, turbulente et bruyante ». Elle commerce à la fois avec l'Hispanie (huiles, olives), via la Garonne vers l'Aquitaine et la province romaine de Britannia, l'Afrique du Nord, et enfin vers Ostie et Portus. La région produit de grande quantité de vin, et supplante Tarraco.
Des entrepôts nombreux ont été trouvés en de nombreux endroits, dans la ville, sous la ville et près des ports. L'intense activité commerciale nécessite des quantités industrielles d'amphores. Le site d'Amphoralis (Sallèles-d'Aude), sur le cours de l'Atax, abrite de grandes manufactures. Elles sont à l'origine de l'amphore dite « gauloise », ventrues, de grande contenance, à fond plat, légères et destinées au transport et au commerce. Elles se généralisent dans l'Empire romain. Elles servent au transport du vin produit localement et de l'huile d'olive de Bétique.
L'incurie administrative et les attaques barbares du IIIe siècle provoquent une récession généralisée et font régresser la métropole. Elle s'entoure d'une muraille trop étroite construite par réemploi des pierres des monuments de la ville, qui sont alors détruits. Cette enceinte donne à Narbonne la physionomie qu'elle conserve durant le Moyen Âge. La ville régressant, elle est supplantée, au IVe siècle, par Arles pour le commerce et la population.
Néanmoins, les descriptions éblouies faites par les conquérants arabes du VIIIe siècle laissent à penser que la régression ne fut pas immédiate et qu'elle garde à cette époque une importance certaine « Narbonne est une ville grande [...] la ville est traversée en son milieu par une rivière, la plus grande du pays des Franks, sur la rivière est un grand pont, et sur le pont sont des marchés et des maisons. On le franchit pour aller d'une moitié de la ville à l'autre [...] Entre la ville et la mer est une distance d'un parasange, les navires remontent de la mer jusqu'à la ville et jusqu'au pont et au-delà. Au centre de la ville sont des ponts et des moulins. Le pont a été construit par les anciens. Personne ne pourrait maintenant en faire de semblable. »

## Vestiges
Sans doute dès l'Antiquité tardive, Narbonne a perdu la plupart des monuments qui l'ornaient durant l'époque romaine. Il en reste cependant différents vestiges.

### Enceinte ethorrea
Les horrea (entrepôts) sont composés, sur plus de 2 000 m2, de galeries souterraines remontant au Ier siècle av. J.-C. Uniques en Europe, elles sont situées sous un monument disparu qui aurait pu servir d'entrepôt public (horreum).
En 2024, une équipe de l'INRAP met au jour les emprises d'un tronçon de 30 m de l'enceinte du Haut-Empire, d'une tour de l'enceinte et de trois nouveaux horrea dont l'un était adossé à l'enceinte.

### Clos de la Lombarde

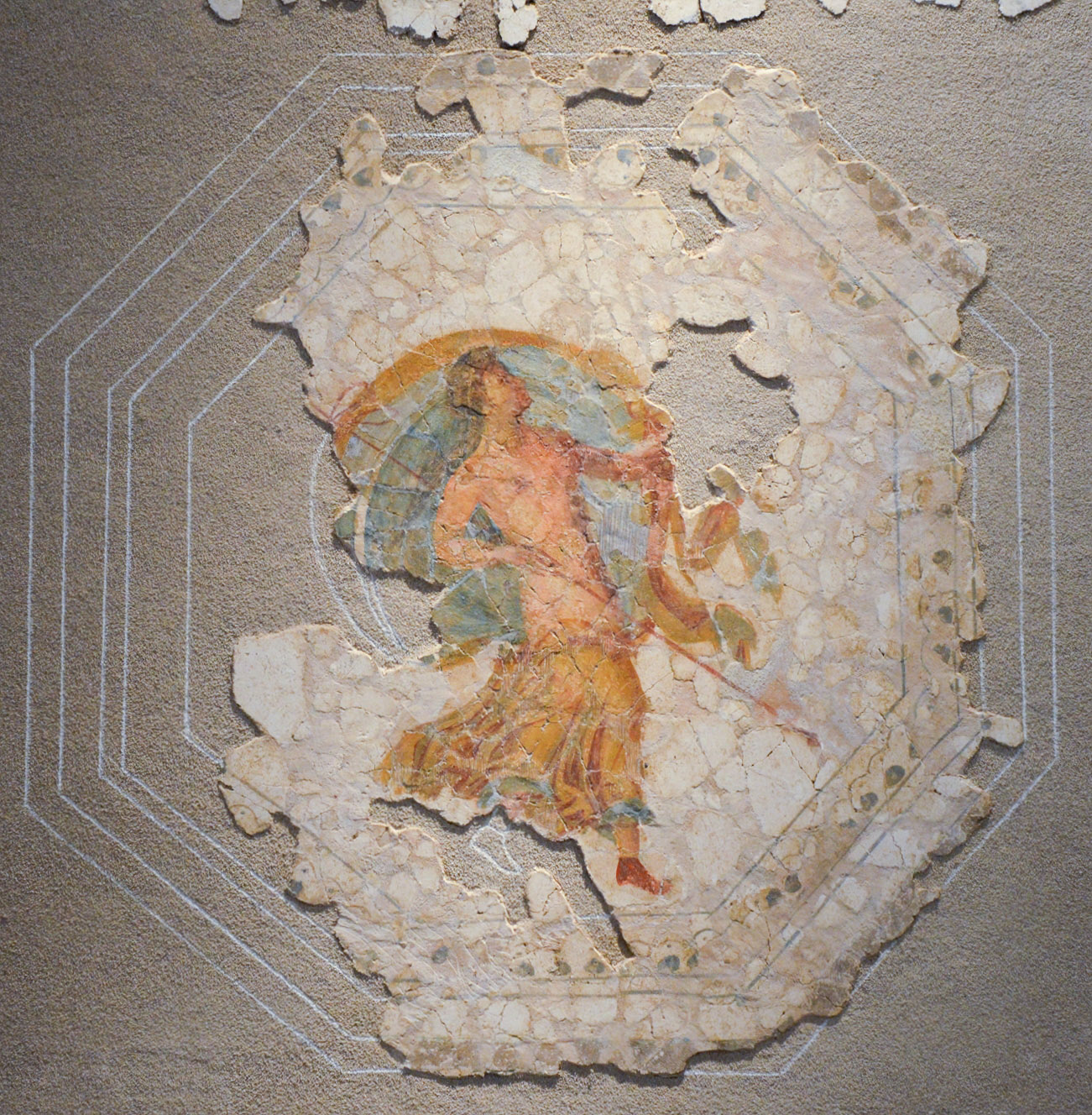
Ménade et thyrse. Décor de plafond de la pièce H de la maison à Portiques du Clos de la Lombarde

Le clos de la Lombarde, classé monument historique depuis 2007 (http://www.amiscloslombarde.fr) est un site archéologique qui a été fouillé pendant les années 1980 à 2000.
Les fouilles ont mis au jour :
- les uniques maisons de ville romaines (« domus ») en France (Ier siècle av. J.-C. jusqu’au IIIe siècle apr. J.-C.) ;
- des thermes romains du quartier ;
- des établissements artisanaux ;
- des rues avec leurs égouts ;
- la première basilique chrétienne de Narbonne.

### Via Domitia

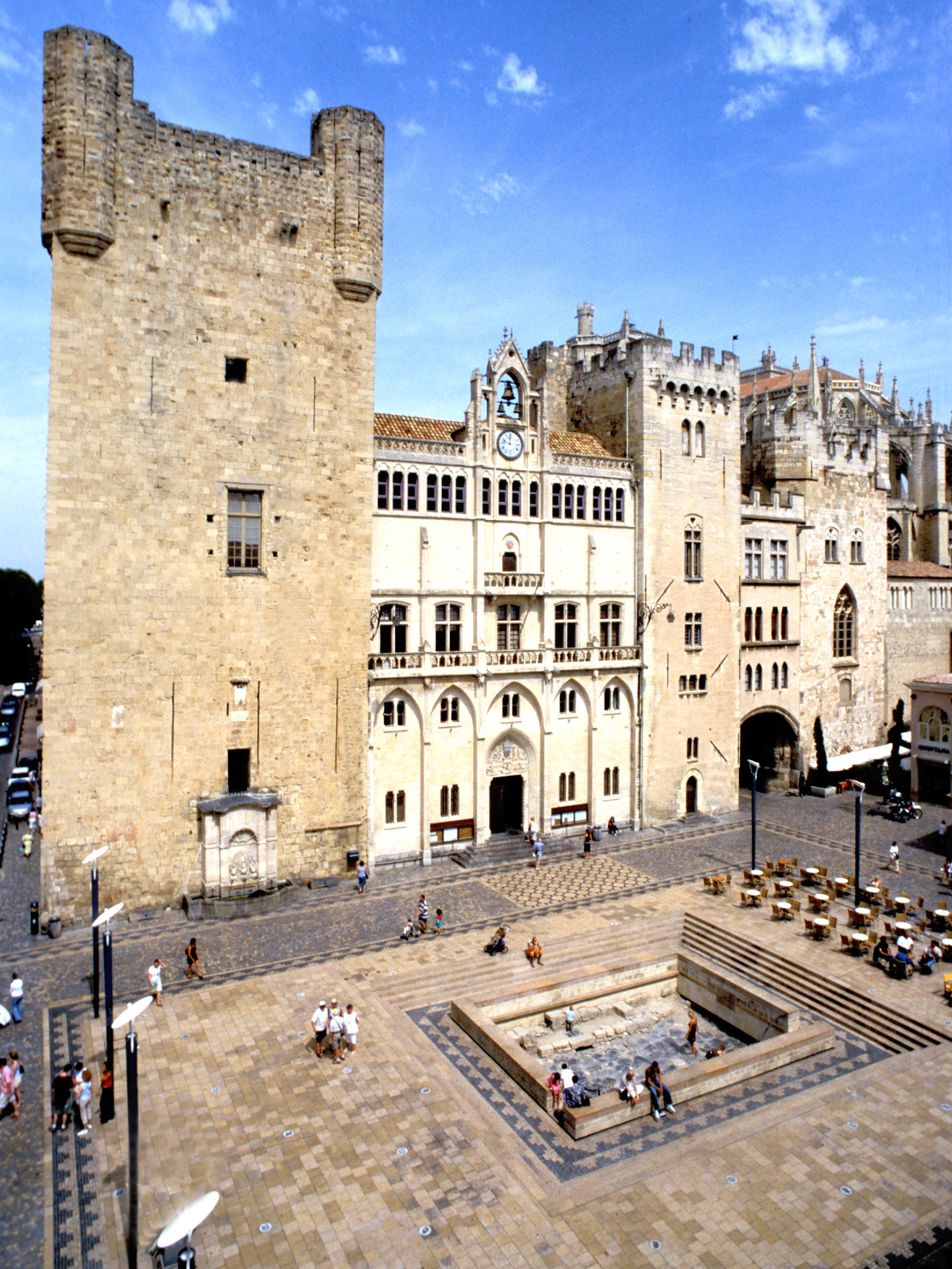
Place de l'Hôtel de Ville de Narbonne, palais épiscopal et vestiges de la via Domitia.

Au centre de la place de l'Hôtel-de-Ville, l'antique voie Domitienne (via Domitia) est visible dans son état de la fin du IVe siècle. C'est un vestige de la première grande route romaine tracée en Gaule, à partir de -120, par le proconsul Cnaeus Domitius Ahenobarbus, deux ans avant la fondation de la Colonia Narbo Martius, deuxième colonie romaine en Gaule, après Aquae Sextiae (Aix-en-Provence). La voie Domitienne reliait l'Italie à l'Espagne romanisée. À Narbonne, elle rencontrait la Via Aquitania, ouverte en direction de l'Atlantique par Tolosa (Toulouse) et Burdigala (Bordeaux), attestant dès cette époque du rôle de carrefour tenu par la ville. Le vestige découvert le 7 février 1997 présente une portion de voie dallée de calcaire dur, marquée par de profondes ornières. Elle est bordée de trottoirs et de la base d'une fontaine.

Vestiges de la via Domitia
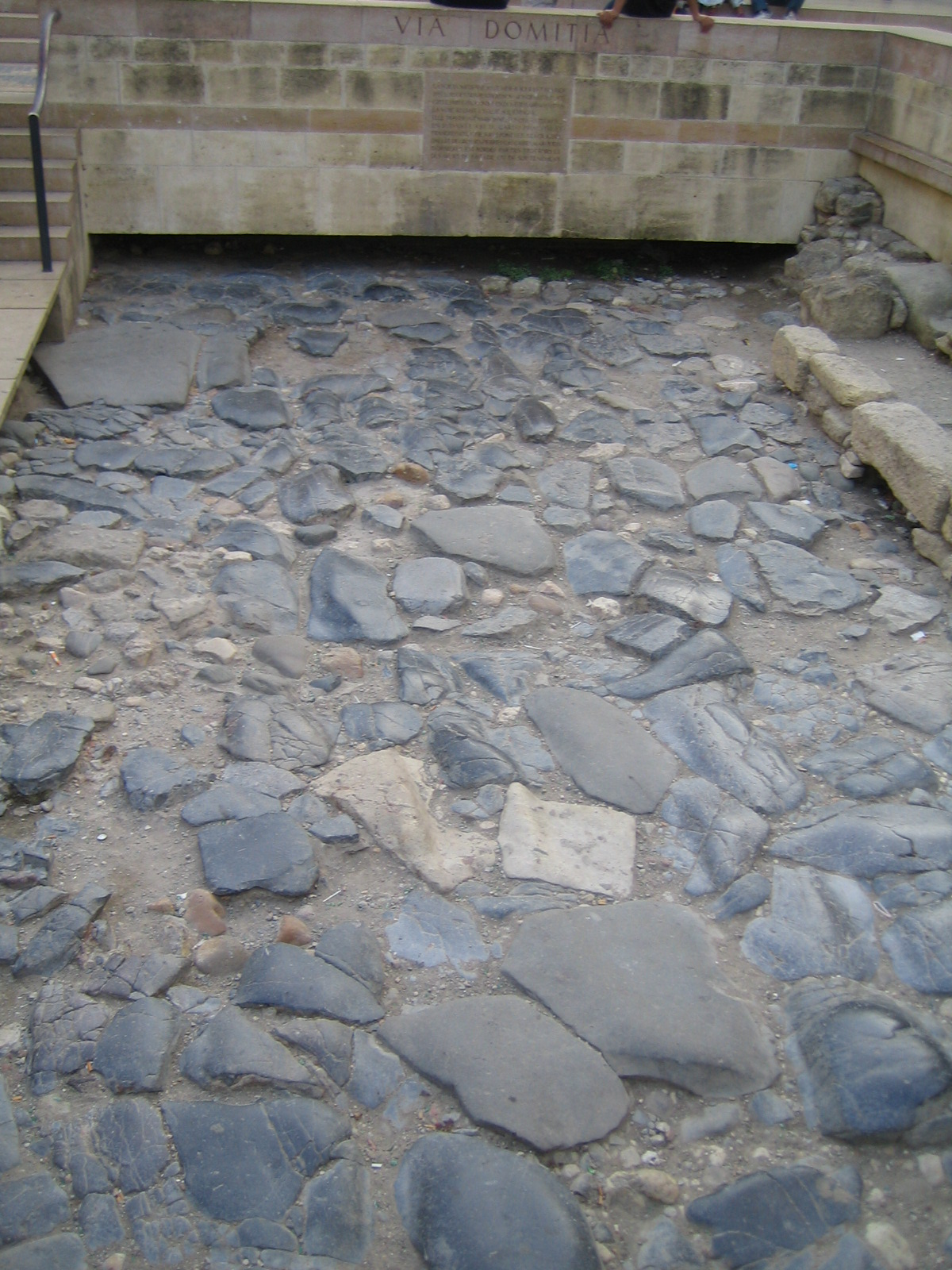
Vestiges de la via Domitia devant l'hôtel de ville de Narbonne
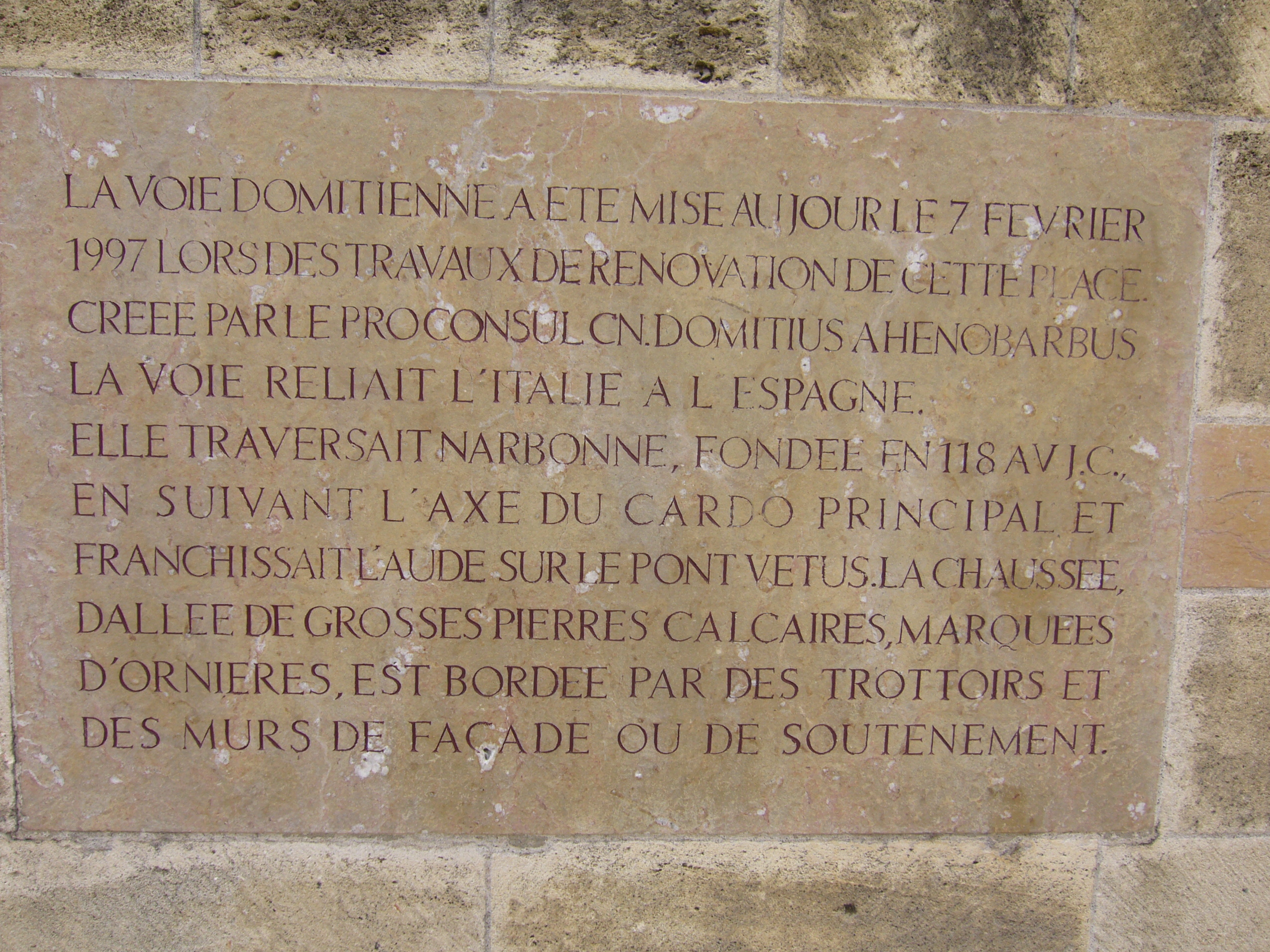
Panneau explicatif

### Collections gallo-romaines du musée archéologique
Le Musée archéologique de Narbonne est situé au sein du palais des archevêques. Il présente une collection de pièces et de mobiliers archéologiques couvrant l'histoire locale de la préhistoire jusqu'au Moyen Âge.
Ce musée conserve :
- un ensemble de peintures murales, dites du « Clos de la Lombarde », qui décoraient une ancienne villa romaine de la région ;
- une borne milliaire de la via Domitia gravée du nom de Cnaeus Domitius Ahenobarbus ;
- des pierres et des sculptures de marbre provenant de divers monuments civils ou religieux de l'époque romaine.

Musée archéologique de Narbonne
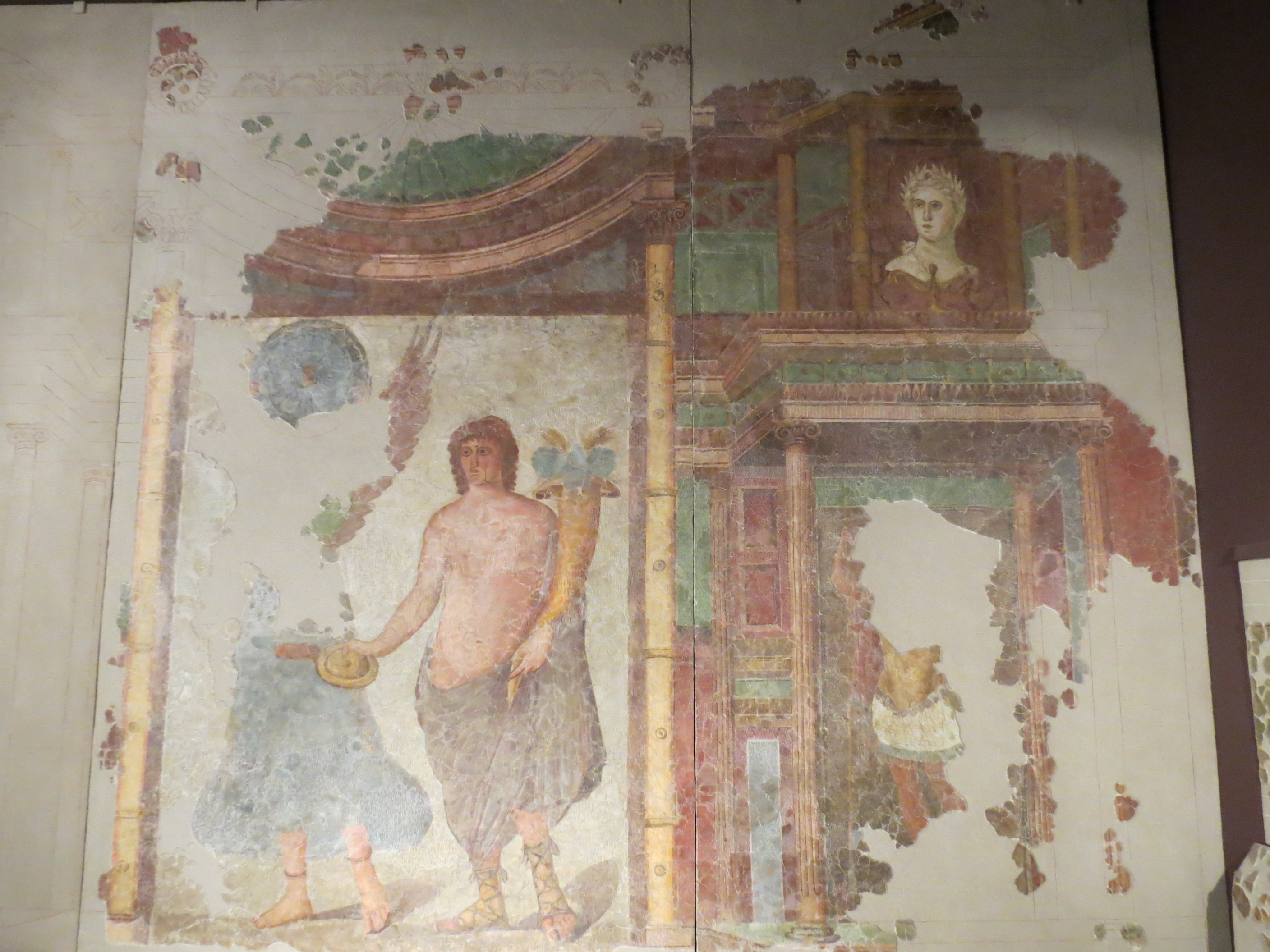
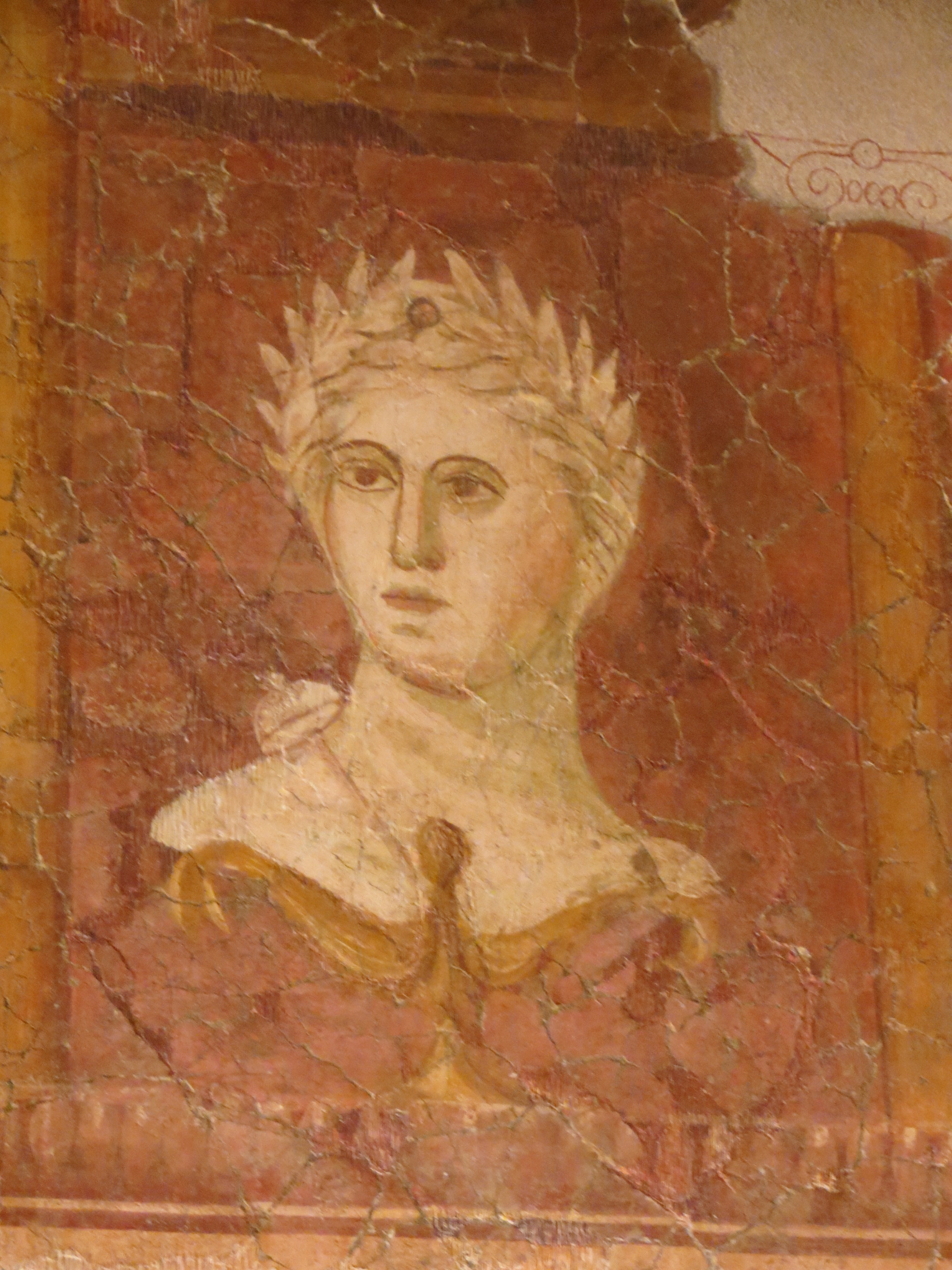
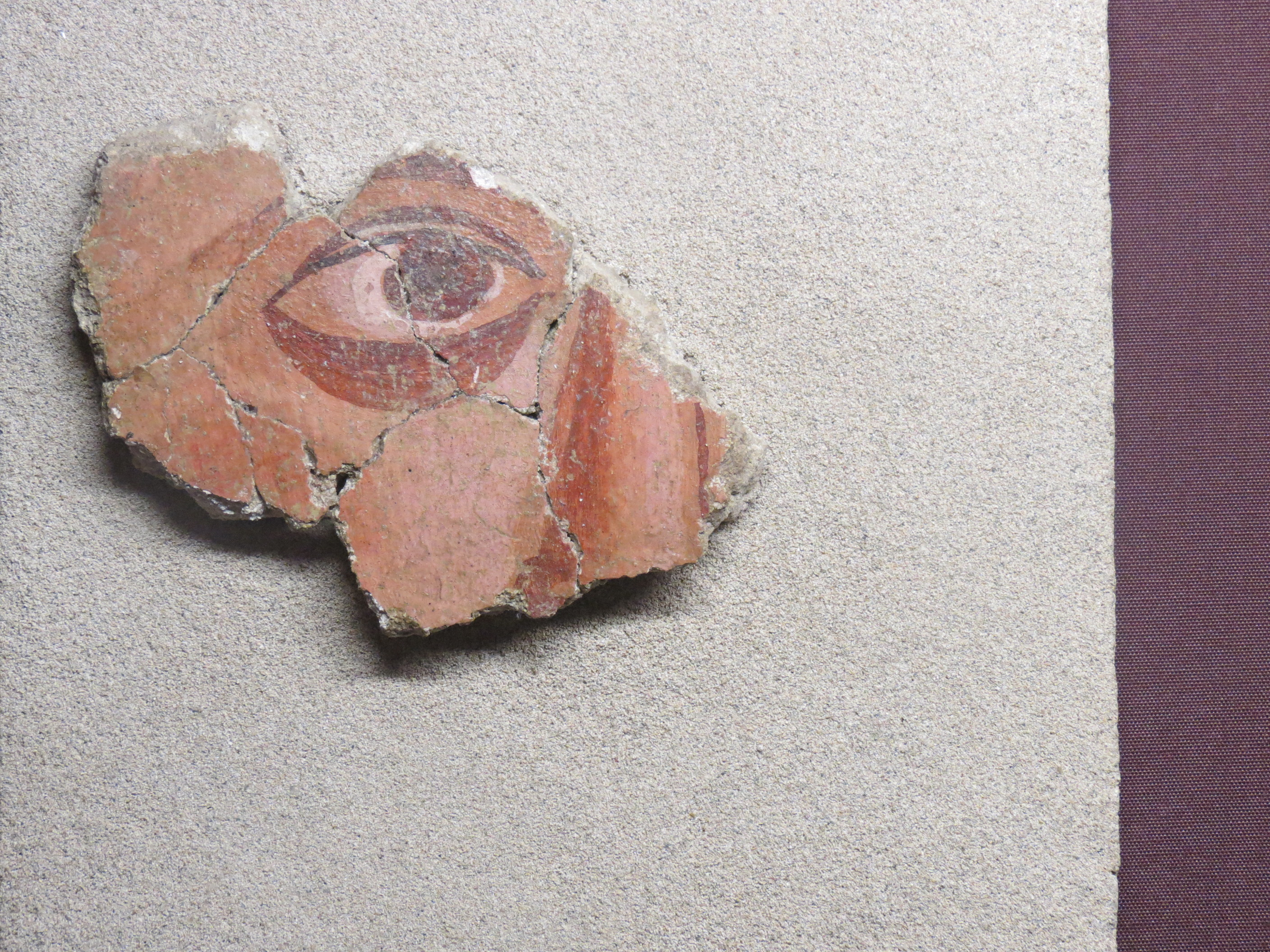

### Collections lapidaires de l'église Notre-Dame de Lamourguier

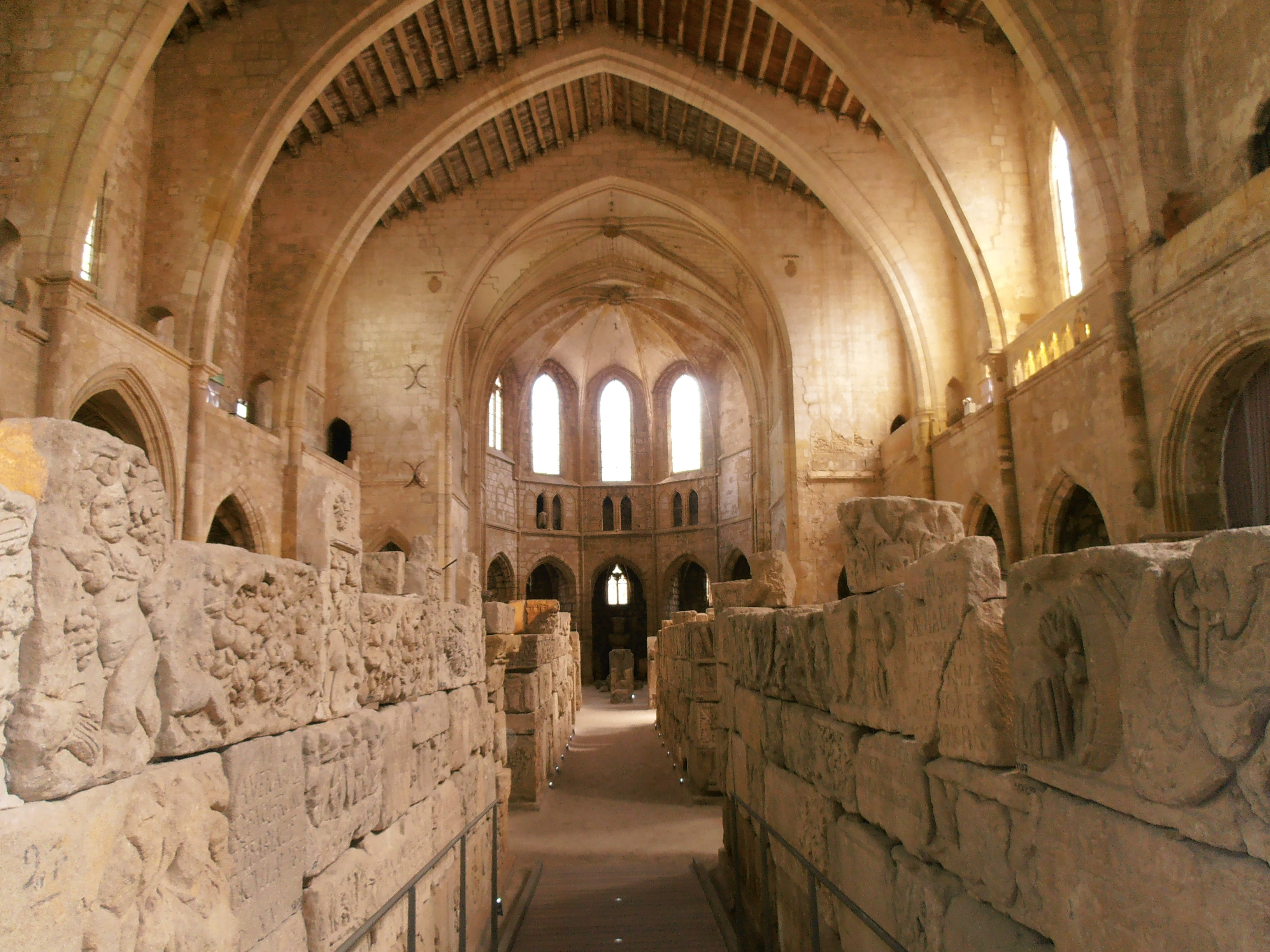
Dépôt lapidaire de l'église de Lamourguier

Le dépôt archéologique municipal conservait divers blocs de pierre gravés ou sculptés dans l'ancienne église Notre-Dame de Lamourguier : stèles, colonnes et sarcophages extraits des remparts narbonnais lors de leur démolition ou mis au jour dans l'arrondissement de Narbonne. Il contenait plus de 1 700 artefacts archéologiques. Entre 2017 et 2018, les collections sont transférées au sein du musée régional de la Narbonne antique Narbo Via, où elles sont réunies avec les autres fonds archéologiques de la ville.